# Heinrich Dilly
Heinrich Dilly, Künstlername Heiner Dilly, (* 8. Januar 1941 in Habelschwerdt, Provinz Niederschlesien; † 13. September 2019 in Halle (Saale)) war ein deutscher Kunsthistoriker, Maler und Grafiker.

## Werdegang
Von 1960 bis 1965 studierte Dilly Malerei und Grafik an der HfBK Berlin und an der École des Beaux Arts in Paris. 1966 war er Meisterschüler der HfbK Berlin und hatte Einzel- und Gruppenausstellungen unter anderem in Berlin, Freiburg, München und Neapel.
Ab 1967 absolvierte Dilly ein Zweitstudium der Kunstgeschichte, Geschichte und Soziologie an der Freien Universität Berlin. 1977 erfolgte die Promotion zum Dr. phil. bei Heinrich Thelen; Titel der Dissertation war Kunstgeschichte als Institution – Studien zur Geschichte einer Disziplin. 1984 folgte die Habilitation (Studien und Materialien zur Differenz zwischen Bildgeschichte und Kunstwissenschaft; unpubl.), und er wurde Professor für Kunstgeschichte an der Universität Stuttgart. Zwischen 1989 und 1996 war er Gast- und Vertretungsprofessor an verschiedenen kunsthistorischen Instituten.
Von 1995 bis 2006 war Dilly Professor für Neueste Kunstgeschichte und Kunsttheorie an der Martin-Luther-Universität Halle-Wittenberg in Halle, wo er auch als Emeritus lebte.
Das letzte künstlerische Werk von Dilly war die Gestaltung des Titelcovers für die Festschrift zum 60. Geburtstag von Hubertus Kohle (2019).

## Ausstellungen
- 1962: Berlin, Künstler der Galerie Wirth[4]
- 1962: Neapel, Galleria Il Centro[5]
- 1962: London, Künstler der Galerie Wirth, Berlin[6]
- 1963: Matera, Galleria Studio[7]
- 1963: Wuppertal, Galerie Palette[8]
- 1963: Freiburg, Galerie Schiessel[9]
- 1964: Stuttgart, Galerie Müller[10]
- 1965: Neapel, Modern Art Agency[11]
- 1999: Berlin, Privatsammlung Günter Wirth[12]

## Schriften
- Kunstgeschichte als Institution. Studien zur Geschichte einer Disziplin. Suhrkamp, Frankfurt am Main, 1979, ISBN 3-518-07511-X. (Zugleich: Berlin, Freie Universität, Dissertation 1977).
- Deutsche Kunsthistoriker, 1933–1945. Deutscher Kunstverlag, München/Berlin 1988, ISBN 3-422-06019-7.
- (Hrsg.): Altmeister moderner Kunstgeschichte. Reimer, Berlin 1990, ISBN 3-496-00470-3.
- Die Bildwerfer. 121 Jahre kunstwissenschaftliche Dia-Projektion. (PDF-Datei; 183 kB) In: Zwischen Markt und Museum. (= Rundbrief Fotografie, Sonderheft 2) Göppingen 1995, S. 39–44.
- Ging Cézanne ins Kino? Edition Tertium, Ostfildern 1996, ISBN 3-930717-16-6.
- (Hrsg. zus. mit Holger Zaunstöck): Fürst Franz: Beiträge zu seiner Lebenswelt in Anhalt-Dessau 1740–1817. Mitteldeutscher Verlag, Halle (Saale) 2005, ISBN 3-89812-319-7.
- (Hrsg. zus. mit Gunnar Brands): Adolph Goldschmidt (1863–1944). Normal Art History im 20. Jahrhundert. VDG, Weimar 2007, ISBN 978-3-89739-555-8.
- (Hrsg. zus. mit Christiane Holm): Innenseiten des Gartenreichs. Die Wörlitzer Interieurs im englisch-deutschen Kulturvergleich/Inside the Gardens: Anglo-German Perspectives on the Interiors at Wörlitz Mitteldeutscher Verlag, Halle (Saale) 2011, ISBN 978-3-89812-777-6.